# 李東浩 (朝鮮)
李東浩（리동호，1939年5月8日—），北韓政治家，任職國家體育指導部部長。

## 生平
李東浩畢業於朝鮮體育大學，後在1976年成為足球教練。1980年，他在北韓足球協會當幹部。1988年，調遷至國家體育指導部當局長，負責重整北韓的體育事務。1994年，晉升為體育指導部副部長。1999年，被任命為朝鮮勞動黨中央委員會體育指導委員會的委員。2002年，他以團長的身份帶領北韓運動員參加在南韓釜山舉行的亞運會。兩年後，又再次成為團長參加在希臘雅典進行的夏季奧運會。2010年，他被提拔為國家體育指導部部長。

## 資料來源
1. 1 2 3 4  .   [2014-03-22]. （原始内容存档于2019-06-11）.
2. ↑  "리동호 北올림픽선수단장 누구인가" （页面存档备份，存于） 《統一新聞》 2004 7 29